# Transmission (canción de Joy Division)
«Transmission» es una canción de la banda de post-punk, Joy Division, lanzado por Factory Records en noviembre de 1979 en vinilo de 7" y relanzado en 12" y con un arte de portada diferente en diciembre de 1980.
El sencillo trepó dos veces en los charts de Nueva Zelanda, debutó en el número dos en septiembre de 1981, y volvió a aparecer de nuevo en el número 24 en julio de 1984.
En mayo de 2007 la revista NME ubicó a "Transmission" en el número 20 en su lista de los 50 mejores himnos de la música indie, un lugar por debajo de "Love Will Tear Us Apart".
La canción fue interpretada en el escenario de la película 24 Hour Party People, en una escena en la cual Ian Curtis sufre un ataque epiléptico.
La canción ha sido interpretada por Low (en su EP titulado "Transmission"), las bandas Innerpartysystem, Girl in a Coma, Bauhaus y Peter Murphy (como solista) la han interpretado en directo. Una versión de Hot Chip aparece en el álbum de caridad para niños de la guerra "Heroes", lanzado en febrero de 2009. También fue interpretado por el elenco de la película biográfica de Ian Curtis "Control".
También fue interpretado por The Smashing Pumpkins durante la gira de su álbum Adore en 1998, estirando de la canción por lo general durante 15 a 25 minutos.
La banda uruguaya RRRRRRR versionó la canción en español, grabándola en dos oportunidades, en los años 2000 y 2010  

## Lista de canciones
Todas las canciones escritas por Joy Division.
7" vinilo (Factory FAC 13)
1. «Transmission» – 3:36
2. «Novelty» – 3:59

12" vinilo (Factory FAC 13.12)
1. «Transmission» – 3:36
2. «Novelty» – 3:59